# Суярков, Сергей Владимирович
Сергей Владимирович Суярков (род. 8 апреля 1969, Москва) — советский и российский хоккеист, защитник. Детский тренер.

## Биография
Отец Владимир Суярков — заслуженный деятель физической культуры и спорта, в 1973 году в Северном округе Москвы организовал хоккейный клуб «Олимпия».
Воспитанник ЦСКА, тренер Эдуард Иванов. Играл за команды СКА МВО Калинин (1986/87 — 1987/88), «Торпедо» Ярославль (1988/89 — 1989/90, 1992/92 — 1993/94), ШВСМ Ярославль (1989/90), «Прогресс» Глазов (1990/91, 1991/92), «Ижсталь» Ижевск (1990/91), «Молот» Пермь (1994/95 — 1995/96), «КомиТЭК» (Нижний Одес, 1995/96), «Нефтехимик» Нижнекамск (1995/96 — 1997/98).
После завершения карьеры — детский тренер в различных хоккейных школах Москвы. В 2001—2003 годах по приглашению Михаила Авачёва работал в школе «Белые медведи», затем по приглашению Сергея Гимаева перешёл в ЦСКА. В 2010—2012 также главный тренер юниорской сборной России, среди игроков — Валерий Ничушкин, Иван Барбашёв; победители мирового Кубка Вызова в Виндзоре. Тренер в «Динамо» (2013—2019, в 2016 году увольнялся за несоблюдение корпоративной этики), «Львы ЦХМ» (2019—2021). С 2021 года — главный тренер хоккейной академии «Спартак».
Тренер высшей категории ФХР. Среди выпускников — Николай Голдобин, Сергей Толчинский, Александр Шаров, Максим Мамин, Валентин Зыков, Никита Задоров, Николай Демидов, Кирилл Воробьёв.
Возглавил первый рейтинг детских тренеров от КХЛ по итогам сезона-2022/23.